# Hutthurm

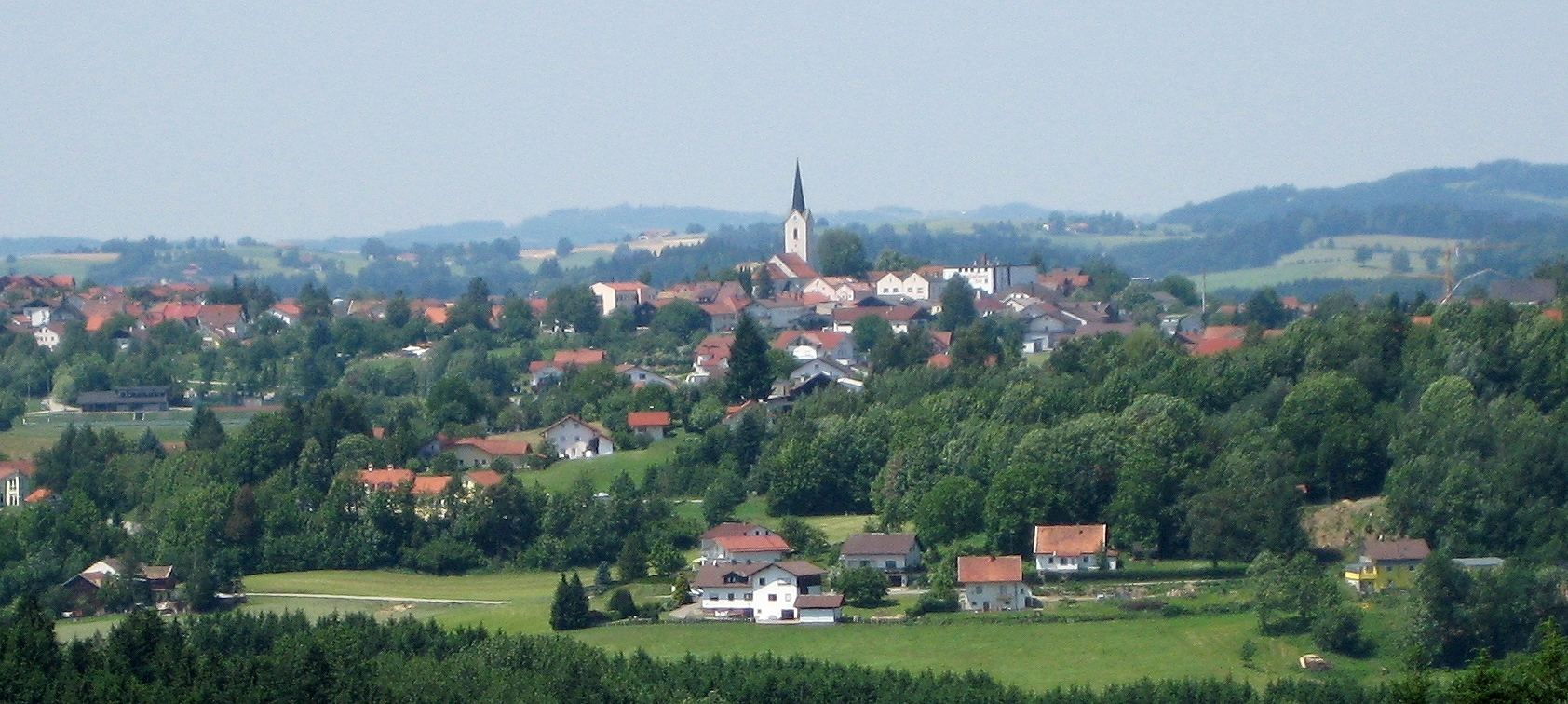
Hutthurm

Hutthurm là một đô thị ở huyện Passau bang Bayern thuộc nước Đức.